# Tisken
Tisken är en sjö i Falu kommun i Dalarna och ingår i Dalälvens huvudavrinningsområde. Sjön har en area på 0,294 kvadratkilometer och ligger 107 meter över havet. Sjön avvattnas av vattendraget Faluån. Vid provfiske har bland annat abborre, björkna, braxen och gädda fångats i sjön.
Tisken är den sjö som Faluån passerar innan den kommer till Runn. Tisken ligger i södra delen av tätorten Falun, med endast järnvägen mellan sig och centrum, som finns på den norra sidan. Mellan sjöns strand och järnvägen ligger en större parkeringsplats, Tiskenparkeringen, där många centrumbesökare ställer sina bilar. På sjöns södra sida ligger stadsdelen Kvarnberget. Vid utloppet i Runn har det förr funnits en sluss, som gjorde det möjligt för båtar på Runn att nå centrala Falun; därav bär området kring utloppet namnet Slussen. 
Tisken är grund och har mycket sediment från gruvepoken i sin botten. Därför finns ingen högre vattenvegetation, men starr finns och på senare tid har det börjat komma en hel del vattenväxter. Lokalen är mest känd för födosökande 
kanadagäss och andfåglar, men den sydvästra delens kantvegetation lockar många flyttfåglar.

## Delavrinningsområde

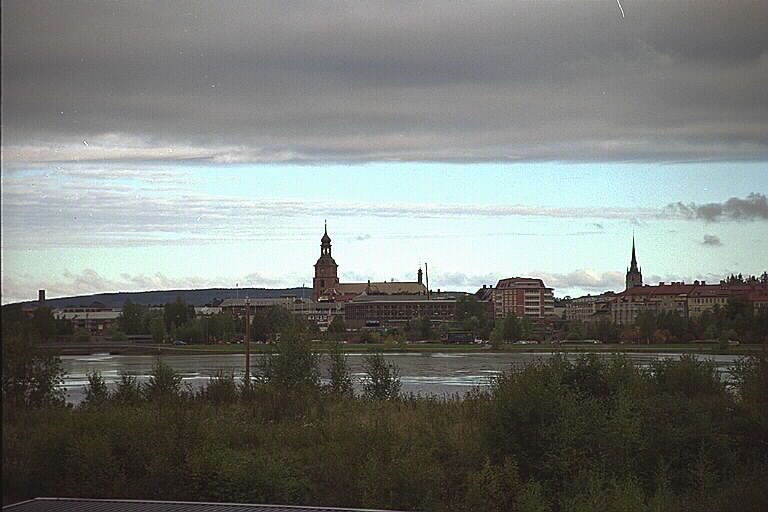
Tisken med Falun september 1998

Tisken ingår i delavrinningsområde (672028-149098) som SMHI kallar för Utloppet av Tisken. Medelhöjden är 181 meter över havet och ytan är 12,96 kvadratkilometer. Räknas de 67 avrinningsområdena uppströms in blir den ackumulerade arean 560,53 kvadratkilometer. Faluån som avvattnar avrinningsområdet har biflödesordning 3, vilket innebär att vattnet flödar genom totalt 3 vattendrag innan det når havet efter 219 kilometer. Avrinningsområdet består mestadels av skog (45 procent). Avrinningsområdet har 0,29 kvadratkilometer vattenytor vilket ger det en sjöprocent på 2,2 procent. Bebyggelsen i området täcker en yta av 4,76 kvadratkilometer eller 37 procent av avrinningsområdet.

## Fisk
Vid provfiske har följande fisk fångats i sjön:
- Abborre
- Björkna
- Braxen
- Gädda
- Löja
- Mört